# طب نفس المسنين
الطب النفسي للمسنين المعروف أيضًا باسم طب الشيخوخة أو الطب النفسي للشيخوخة، هو فرع من فروع الطب وتخصص فرعي من الطب النفسي يتعامل مع الدراسة والوقاية والعلاج من التنكس العصبي والضعف الإدراكي والاضطرابات العقلية عند كبار السن. الطب النفسي للشيخوخة كتخصص فرعي له تداخل كبير مع تخصصات طب الشيخوخة، وعلم الأعصاب السلوكي، والطب النفسي العصبي، وعلم الأعصاب، والطب النفسي العام. أصبح الطب النفسي للمسنين تخصصًا فرعيًا رسميًا من الطب النفسي مع منهج دراسي محدد وكفاءات أساسية.

## التاريخ

### الأصول

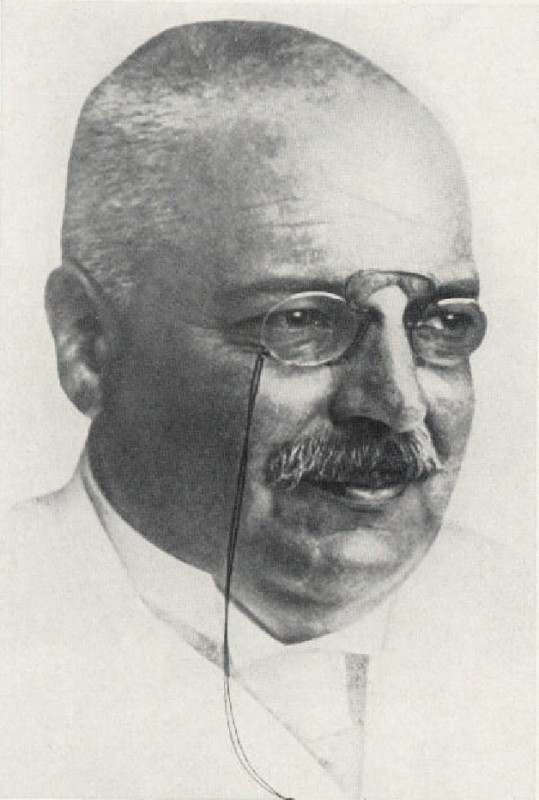
ألويس آلزهايمر (1915)، طبيب نفسي ألماني حدد علم الأمراض المتضمن في مرض الزهايمر.

بدأت أصول الطب النفسي للمسنين مع ألويس ألزهايمر، وهو طبيب نفسي ألماني واختصاصي أمراض الأعصاب الذي تعرف لأول مرة على لويحات الأميلويد والتشابك الليفي العصبي لدى امرأة تبلغ من العمر خمسين عامًا أطلق عليها اسمها آوغسته ديتر. تم تحديد هذه اللويحات والتشابكات لاحقًا على أنها مسؤولة عن أعراضها السلوكية وفقدان الذاكرة قصير المدى والأعراض النفسية. ستصبح هذه الحالات الشاذة في الدماغ محددات لما أصبح يعرف فيما بعد بمرض الزهايمر.

### التخصص الدقيق
نشأ التخصص الفرعي للطب النفسي للمسنين في المملكة المتحدة في الخمسينات من القرن الماضي.

### التسمية
تم تقديم وحدة طب الشيخوخة، المصطلح لبرنامج الطب النفسي للمسنين في المستشفى، لأول مرة في عام 1984 من قبل نورمان وايت، عندما افتتح أول برنامج متخصص في نيو إنجلاند في مستشفى مجتمعي في روتشستر، نيو هامبشاير. وايت هي رائدة في الطب النفسي للمسنين، كونها من بين الأطباء النفسيين الأوائل على المستوى الوطني الذين حصلوا على شهادة البورد في هذا المجال. تم اقتراح البادئة النفسية لبرنامج طب الشيخوخة، لكن وايت الذي كان يعرف نفور سكان نيو إنجلاند من أي شيء يتم الضغط عليه من الناحية النفسية بنجاح من أجل اسم طب الشيخوخة بدلاً من الطب النفسي.[بحاجة لمصدر]

## الأمراض
تشمل الأمراض والاضطرابات التي تم تشخيصها أو إدارتها من قبل الأطباء النفسيين لكبار السن ما يلي:
- مرض عقلي
  - ضعف إدراكي خفيف
  - مرض الزهايمر
  - الخرف الوعائي
  - الخرف المصحوب بأجسام ليوي
  - مرض الشلل الرعاش
- المضاعفات العصبية والنفسية من السكتة الدماغية والتصلب المتعدد
- العروض التقديمية في أواخر العمر للاضطرابات النفسية
  - اكتئاب
    - الاكتئاب السوداوي

  - اضطرابات القلق
  - اضطراب ثنائي القطب
  - انفصام في الشخصية
  - تقلبات الشخصية
- الاضطرابات الطبية النفسية
  - الهذيان
  - شذوذ الحركة
- اضطراب استخدام المواد المخدرة

## طبيب نفساني للمسنين
الطبيب النفسي للشيخوخة هو طبيب متخصص في مجال التخصص الفرعي الطبي الذي يسمى الطبيب النفسي للمسنين. الطبيب النفسي للمسنين حاصل على شهادة البورد بعد تدريب متخصص بعد حصوله على شهادة طبية، وإقامة، وبرنامج تدريبي إضافي للزمالة النفسية في طب الشيخوخة. قد تختلف المتطلبات حسب الدول. الأطباء النفسيون للمسنين هم أيضًا أطباء نفسيون مؤهلون في التشخيص العام وعلاج الاضطرابات النفسية. يُجري بعض الأطباء النفسيين للمسنين أيضًا أبحاثًا لتحديد السبب والعلاج الأفضل للاضطرابات التنكسية العصبية واضطرابات الصحة العقلية في وقت متأخر من العمر.
قد يقوم الأطباء النفسيون للشيخوخة بإجراء فحوصات عصبية وفحص الحالة العقلية والتحليلات المختبرية والتصوير العصبي والتقييمات المعرفية للتحقيق في أسباب الأعراض النفسية أو العصبية في الشيخوخة.

### دولي
الرابطة الدولية للطب النفسي للشيخوخة هي مجتمع دولي من العلماء والمتخصصين في رعاية المسنين العاملين في مجال الصحة العقلية في الشيخوخة. الطب النفسي الدولي للشيخوخة (بالإنجليزية: International Psychogeriatrics)‏ هي الجريدة الرسمية للجمعية الدولية للطب النفسي.

### كندا
الكلية الملكية للأطباء والجراحين في كندا هي المسؤولة عن تدريب واعتماد الأطباء النفسيين للمسنين في كندا. يتطلب الطب النفسي للشيخوخة سنة إضافية من تدريب الزمالة في التخصصات الفرعية بالإضافة إلى تدريب الطب النفسي العام.

### المملكة المتحدة
الكلية الملكية للأطباء النفسيين هي المسؤولة عن تدريب واعتماد الأطباء النفسيين في المملكة المتحدة. داخل الكلية الملكية للأطباء النفسيين، كلية الطب النفسي للشيخوخة هي المسؤولة عن التدريب في الطب النفسي للمسنين. يمكن للأطباء الحاصلين على عضوية الكلية الملكية للأطباء النفسيين إجراء برنامج تدريبي مدته ثلاث أو أربع سنوات ليصبحوا متخصصين في الطب النفسي للشيخوخة. يوجد حاليًا نقص في الأطباء النفسيين للمسنين في المملكة المتحدة.

### الولايات المتحدة الأمريكية
الرابطة الأمريكية للطب النفسي لكبار السن (AAGP) هي منظمة وطنية تمثل مقدمي الرعاية الصحية المتخصصين في الاضطرابات النفسية في أواخر العمر. المجلة الأمريكية للطب النفسي للشيخوخة هي الجريدة الرسمية للرابطة. يصدر كل من البورد الأمريكي للطب النفسي والعصبي والمجلس الأمريكي لتقويم العظام لطب الأعصاب والطب النفسي شهادة البورد في الطب النفسي للشيخوخة.
بعد إقامة لمدة 4 سنوات في الطب النفسي، يمكن للطبيب النفسي إكمال زمالة لمدة عام في الطب النفسي للمسنين. يوجد العديد من الزمالات في الطب النفسي للمسنين.